# Rossella Olivotto
Rossella Olivotto (Trento, 27 aprile 1991) è una pallavolista italiana, centrale della Millenium Brescia.

## Carriera

### Club
La carriera di Rossella Olivotto inizia nella stagione 2007-08, in Serie B2, con la Trentino Rosa: con lo stesso club conquista la promozione in Serie B1, categoria dove giocherà per le due stagioni successive.
Nell'annata 2010-11 fa il suo esordio nella pallavolo professionista grazie all'ingaggio da parte della Robursport Pesaro, in Serie A1, vincendo la Supercoppa italiana; nella stagione seguente passa al Casalmaggiore, in Serie A2, con il quale conquista la promozione nella massima divisione italiana al termine del campionato 2012-13 e disputa la Serie A1 nella stagione 2013-14.
Nella stagione 2014-15 viene ingaggiata dal neopromosso Flero, per poi fare ritorno al club di Casalmaggiore per disputare il campionato 2015-16, aggiudicandosi la Supercoppa italiana e la Champions League.
Nell'annata 2016-17 veste la maglia del Pesaro, in Serie A2, ottenendo la promozione in Serie A1, categoria dove milita nella stagione 2017-18 con lo stesso club.
Per il campionato 2018-19 si accasa al Bergamo, sempre in Serie A1, dove rimane per un biennio prima di accettare la proposta della UYBA di Busto Arsizio per la stagione 2020-21, a cui invece è legata per un triennio.
Nella stagione 2023-24 firma per la neopromossa Trentino, sempre in Serie A1, mentre in quella successiva difende i colori della Sant'Anna, in serie cadetta, categoria dove milita anche nell'annata successiva con la Millenium Brescia.

### Nazionale
Nel 2018 ottiene le prime convocazioni nella nazionale italiana.

## Palmarès

### Club
- Supercoppa italiana: 2

2010, 2015
- Champions League: 1

2015-16